# Аршиновка
Арши́новка (рос. Аршиновка) — село у складі Нижньоломовського району Пензенської області, Росія.
Населення — 301 особа (2010; 343 у 2002).
Національний склад станом на 2002 рік:
- росіяни — 98 %